# Сплетённые параллели
«Сплетённые параллели» (англ. Bonded Parallels) — художественный фильм кинокомпании Parallels Film Production, снятый режиссёром Ованесом Галстяном и выпущенный в 2009 году.

## О фильме
Картина основана на реальных событиях; актёры, сыгравшие роли в фильме, являлись не профессиональными актёрами. Консультантом по сценарию выступил известный режиссёр Кшиштоф Занусси, сам же сценарий к фильму был написан ещё в 2003 году, однако в прокат фильм вышел в конце 2009 года.

### Сюжет
Действие в картине происходит в норвежской деревушке под конец Второй мировой войны и в Ереване уже несколькими десятками лет позже. Ожидая своего мужа с войны, Ханна Кнутсен даёт пристанище советскому солдату Аракелу, сбежавшему из немецкого плена. Потом она узнаёт о гибели своего мужа и перебирается с Аракелом в Ереван. Но вскоре она остается в одиночестве, так как отца её будущего ребёнка арестовывают. Все события, происходившие с ней, Ханна записывала в дневник. Вторая история, развивающаяся параллельно — об учительнице математики, Лауре, у которой выходит скандал с одним из её учеников-старшеклассников. Одновременно с этими событиями Лауре в руки попадает норвежский дневник. Как выясняется для зрителя позже, Ханна — это мать Лауры.

## В главных ролях
- Серж Аведикян — Аракел
- Сири Элен Мюллер — Ханна
- Лоранс Риттер — Луара
- Сос Джанибекян

## Награды
- Фильм удостоился приза за лучшую женскую роль на Международном кинофестивале «Восток-Запад» в Оренбурге[2].
- На 43-м международном кинофестивале WorldFest[англ.] в Хьюстоне фильм был удостоен специального приза жюри[3].
- На международном кинофестивале «Гранат» (арм. նուռ — Нур) в Торонто фильм удостоился награды «второй лучший фильм»[4].